# 基辅国际电影节
基辅国际电影节 （烏克蘭語：  Київський Міжнародний Кінофестиваль "Молодість", 英语：Kyiv International Film Festival "Molodist"）是每年十月在乌克兰基辅举办的国际电影节。它始于1970年，在首届为期两天的电影节中，放映了33部由基辅国立戏剧艺术学院的学生拍摄的电影。
2010年，基辅国际电影节成为乌克兰最大的电影节，在该年共有439部电影上映，观众达127,000人。电影节主席是安德伊·卡尔帕奇(АндрійХалпахчі）   。
基辅国际电影节自1991年起成为唯一被国际电影制片人协会(FIAPF)认可的乌克兰专门类竞赛型电影节。
不少有一定知名度的电影制作人在基辅国际电影节首次亮相，例如：福瑞德·科勒曼(Fred Keleman) ，汤姆·提克威(Tom Tykwer)，丹尼·博伊尔(Danny Boyle)，法兰索瓦奥桑(Francois Ozon)，Andras Monori，尔迪科·恩耶迪(Ildikó Enyedi)，Hera Popelaars，贾克·欧迪亚，Sergiy Masloboychykova，奥雷克巴拉巴诺夫(Oleksiy Balabanov)，丹尼斯·耶夫斯迪格內耶夫(Denys Evstigneev)，斯蒂芬·达尔德里(Stephen Doldri)。
基辅青年电影节的部分参展者后来也有获得金棕榈奖（布魯諾·杜蒙）和奥斯卡奖（阿伦·贝利纳）的荣誉。

## 参展项目
基辅国际电影节分为竞赛项目与非竞赛项目
- 竞赛项目(Competition Program):

国际竞赛(International Competition)

阳光小兔竞赛(Sunny Bunny Competition)

民族竞赛(National Competition)

青年银幕(Molodist Teen Screen)

纪录片竞赛(Doctumentary Competition)
- 非竞赛项目(Non-competition Program)

维谢格拉德电影(VISEGRAD CINEMA)

电影节开幕电影(OPENING FILM)

微电影展(MAITRES)

电影节中节(FESTIVAL OF FESTIVALS)

特别专题(SPECIAL EVENTS)

阳光小兔非竞赛环节(SUNNY BUNNY NON-COMPETITION)

乌克兰首映(UKRAINIAN PREMIERES)

聚焦乡村(COUNTRY FOCUS)

斯堪的纳维亚全景图(SCANDINAVIAN PANORAMA)

午夜特别专题(MIDNIGHT SPECIAL)

实验电影展(FORMA)

回顾世纪电影展(RETROSPECTIVE PROGRAM "CENTURY")

VALIE作品电影展(VALIE EXPORT)

自由的幻景：(1960——1980年代实验电影展(THE MIRAGES OF FREEDOM. UKRAINIAN EXPERIMENTAL CINEMA OF THE 1960S–1980S)

洞察系列专题(MOLODIST. SHORT INSIGHT)

回到校园专题(MOLODIST. BACK TO SCHOOL)

第二前线：LGBT士兵的故事(THE SECOND FRONT. STORIES OF LGBT SOLDIERS)

观察乌克兰(WATCH UKRAINIAN)

电影节闭幕电影(CLOSING FILM)